# Allram Eest

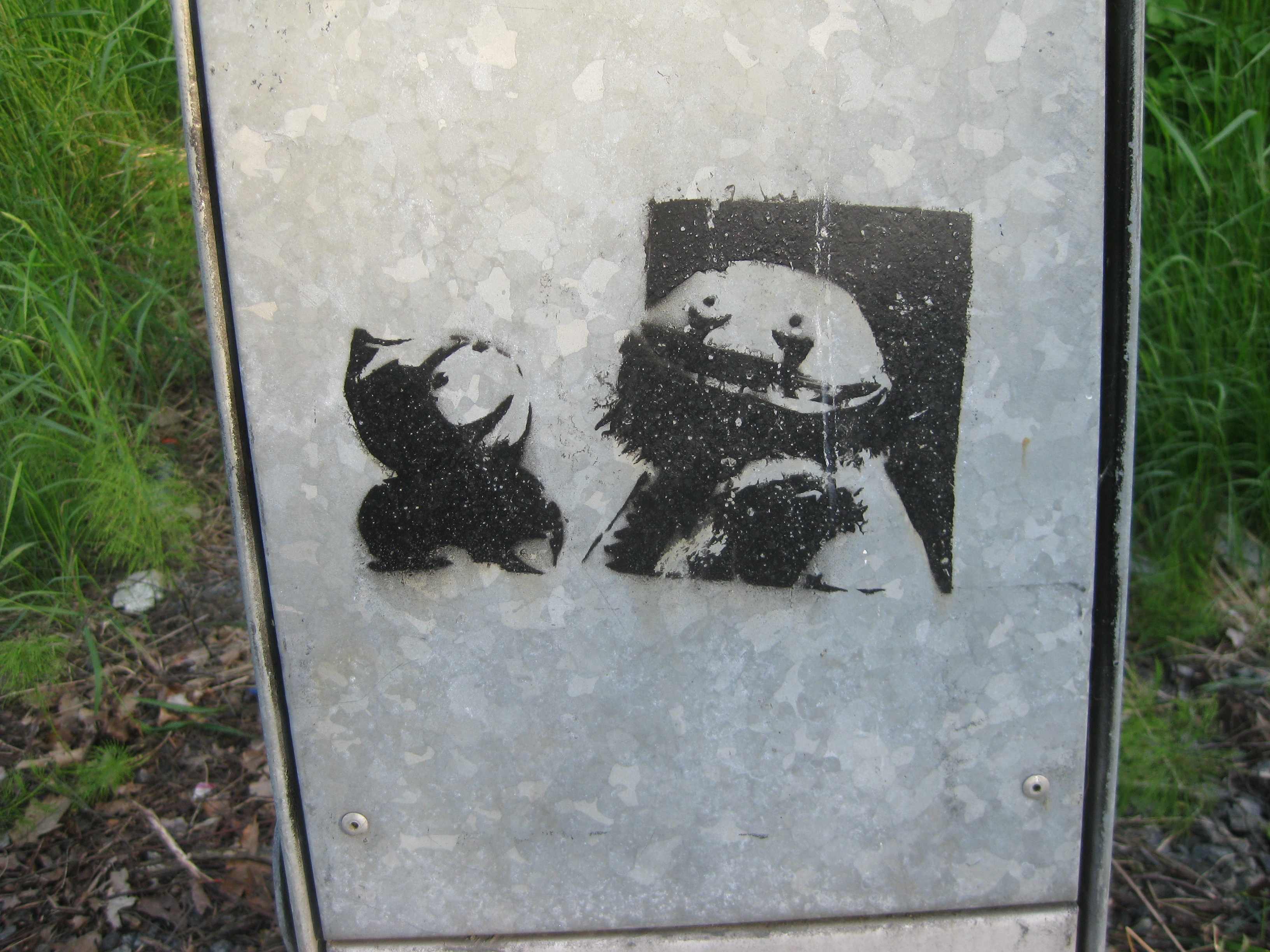
En graffitischablon föreställande Tjet och Allram, sprayad på ett elskåp i Mölnlycke.

Allram Eest är en docka, som har medverkat i flera TV-program i SVT. Allram är skapad av Petter Lennstrand som också spelar och gör Allrams röst. Vid sin sida har Allram oftast sin vän,  diskjockeyn Tjet.
Allram är självgod och har en förkärlek för geléhallon. I sina program, och även i intervjuer, har han berättat om alla möjliga rövarhistorier om saker han ska ha åstadkommit, såsom att ha vunnit ett antal Nobelpris, grundat SVT och skapat världen. Han skryter också ofta med sina kunskaper inom olika områden, kunskaper som ofta visar sig vara felaktiga eller obefintliga. Ett återkommande tema är att Allram hånar, förlöjligar och är direkt elak mot Tjet, trots att det oftast är Tjet som är mest påläst om det ämne som diskuteras.

## TV-program
Allram Eest sågs första gången 2002 i sin egen talkshow Allra mest tecknat i SVT. Även Tjet medverkade.
Efter att Allra mest tecknat lades ner dök dockorna upp som gäster i olika program såsom Melodifestivalen och Söndagsöppet 2003 och Allsång på Skansen 2005. År 2004 fick Allram sin egen julkalender i SVT, Allrams Höjdarpaket där han och Tjet varje dag visade ett avsnitt av TV-serien Höjdarna och öppnade dagens lucka.
Allram medverkar även i några avsnitt av TV-serien För alla åldrar som sändes första gången hösten 2009. I första säsongen medverkade han i avsnittet Pengar (där han berättade om sin förmögenhet, och sedan var med och sjöng "Pengalåten") och i avsnittet Tid (där han är inbjuden till Professorn för att prata om tid). I säsong två medverkar han också vid några olika tillfällen. Han presenterade även kategorin "Årets hårdrock/metal" på Grammisgalan 2013.

## Andra framträdanden
Allram Eest ledde en jubileums-show för att uppmärksamma Hultsfredsfestivalens 20-årsjubileum, vilken ägde rum under 2005 års festival. Gästartister var bland andra Anders Wendin, Maria Andersson, Olle Ljungström, Bo Sundström, José González, Patrik Arve och Nina Natri.

## Diskografi
- 2005 - Det är musik! - CD som innehåller låtar och mellansnack med Allram Eest.
- 2005 - Best of Allram Eest - DVD med några kändisintervjuer från Allra mest tecknat, klipp från när Allram var med i Allsång på Skansen och Melodifestivalen med mera.
- 2005 - Allrams höjdarpaket - Dubbel-DVD med julkalenderns samtliga avsnitt, inklusive Allrams lucköppning.